# Формула-1 — Гран-прі Абу-Дабі 2010
Гран-прі Абу-Дабі 2010 (офіційно II Etihad Airways Abu Dhabi Grand Prix) — автогонка чемпіонату світу «Формули-1», яка пройшла 14 листопада 2010 року на автодромі Яс Марина, Абу-Дабі, ОАЕ. Це була заключна дев'ятнадцята гонка сезону 2010 року.

## Перед гран-прі
Гран-прі Абу-Дабі 2010 викликало небачений ажіотаж серед спеціалістів та вболівальників Формули-1. Це було викликано декількома факторами: по-перше, доля чемпіонства вирішувалася в останньому гран-прі сезону, по-друге, боротьбу за чемпіонство на останньому етапі вели відразу чотири гонщики, по-третє, Фернандо Алонсо мав найвищі шанси на чемпіонство, а Себастьян Феттель у разі виграшу титулу ставав би наймолодшим чемпіоном в історії Формули-1, тобто перевищив би досягнення Льюїса Гамільтона. 

### Лідери перед гран-прі
Четверо гонщиків зберігали шанси на чемпіонський титул перед фінальною гонкою сезону. Фернандо Алонсо лідирував у чемпіонаті з перевагою у вісім очок над Марком Веббером, Себастьян Феттель поступався на 15 очок, а Льюїс Гамільтон на 24. Всі, окрім іспанця не могли повністю контролювати ситуацію, доля їх титулу залежала від виступів суперників. Якби гонщики фінішували в тому ж порядку, що і стартували, титул діставався б Алонсо.
| Позиція | Гонщик            | зайняті позиції на ГП упродовж чемпіонату | зайняті позиції на ГП упродовж чемпіонату | зайняті позиції на ГП упродовж чемпіонату | зайняті позиції на ГП упродовж чемпіонату | зайняті позиції на ГП упродовж чемпіонату | зайняті позиції на ГП упродовж чемпіонату | зайняті позиції на ГП упродовж чемпіонату | зайняті позиції на ГП упродовж чемпіонату | зайняті позиції на ГП упродовж чемпіонату | зайняті позиції на ГП упродовж чемпіонату | зайняті позиції на ГП упродовж чемпіонату | зайняті позиції на ГП упродовж чемпіонату | очок |
| Позиція | Гонщик            | 1-й                                       | 2-й                                       | 3-й                                       | 4-й                                       | 5-й                                       | 6-й                                       | 7-й                                       | 8-й                                       | 9-й                                       | 10-й                                      | нижче 10-го                               | схід                                      | очок |
| ------- | ----------------- | ----------------------------------------- | ----------------------------------------- | ----------------------------------------- | ----------------------------------------- | ----------------------------------------- | ----------------------------------------- | ----------------------------------------- | ----------------------------------------- | ----------------------------------------- | ----------------------------------------- | ----------------------------------------- | ----------------------------------------- | ---- |
| 1       | Фернандо Алонсо   | 5                                         | 2                                         | 3                                         | 2                                         | 0                                         | 1                                         | 0                                         | 2                                         | 0                                         | 0                                         | 2                                         | 1                                         | 246  |
| 2       | Марк Веббер       | 4                                         | 4                                         | 2                                         | 0                                         | 1                                         | 2                                         | 0                                         | 2                                         | 1                                         | 0                                         | 0                                         | 2                                         | 238  |
| 3       | Себастьян Феттель | 4                                         | 2                                         | 3                                         | 3                                         | 0                                         | 1                                         | 1                                         | 0                                         | 0                                         | 0                                         | 1                                         | 3                                         | 231  |
| 4       | Льюїс Гамільтон   | 3                                         | 4                                         | 1                                         | 2                                         | 2                                         | 2                                         | 0                                         | 0                                         | 0                                         | 0                                         | 1                                         | 3                                         | 222  |

| Гонщик            | Результат (всього очок) | Результат (всього очок) | Необхідні результати претендентів, що влаштують цього гонщика (кількість очок у цьому випадку) | Необхідні результати претендентів, що влаштують цього гонщика (кількість очок у цьому випадку) | Необхідні результати претендентів, що влаштують цього гонщика (кількість очок у цьому випадку) | Необхідні результати претендентів, що влаштують цього гонщика (кількість очок у цьому випадку) |
| Гонщик            | Результат (всього очок) | Результат (всього очок) | Алонсо                                                                                         | Веббер                                                                                         | Феттель                                                                                        | Гамільтон                                                                                      |
| ----------------- | ----------------------- | ----------------------- | ---------------------------------------------------------------------------------------------- | ---------------------------------------------------------------------------------------------- | ---------------------------------------------------------------------------------------------- | ---------------------------------------------------------------------------------------------- |
| Фернандо Алонсо   | Перемога                | 271                     |                                                                                                | — (256)                                                                                        | — (249)                                                                                        | — (240)                                                                                        |
| Фернандо Алонсо   | 2-й                     | 264                     | — (263)                                                                                        | — (256)                                                                                        | — (247)                                                                                        |                                                                                                |
| Фернандо Алонсо   | 3-й                     | 261                     | 2-й (256)                                                                                      | — (256)                                                                                        | — (247)                                                                                        |                                                                                                |
| Фернандо Алонсо   | 4-й                     | 258                     | 2-й (256)                                                                                      | — (256)                                                                                        | — (247)                                                                                        |                                                                                                |
| Фернандо Алонсо   | 5-й                     | 256                     | 2-й (256)                                                                                      | 2-й (249)                                                                                      | — (247)                                                                                        |                                                                                                |
| Фернандо Алонсо   | 6-й                     | 254                     | 3-й (253)                                                                                      | 2-й (249)                                                                                      | — (247)                                                                                        |                                                                                                |
| Фернандо Алонсо   | 7-й                     | 252                     | 4-й (250)                                                                                      | 2-й (249)                                                                                      | — (247)                                                                                        |                                                                                                |
| Фернандо Алонсо   | 8-й                     | 250                     | 4-й (250)                                                                                      | 2-й (249)                                                                                      | — (247)                                                                                        |                                                                                                |
| Фернандо Алонсо   | 9-й                     | 248                     | 5-й (248)                                                                                      | 3-й (246)                                                                                      | — (247)                                                                                        |                                                                                                |
| Фернандо Алонсо   | 10-й                    | 247                     | 6-й (246)                                                                                      | 4-й (243)                                                                                      | — (247)                                                                                        |                                                                                                |
| Фернандо Алонсо   | Без очок                | 246                     | 6-й (246)                                                                                      | 4-й (243)                                                                                      | 2-й (240)                                                                                      |                                                                                                |
| Марк Веббер       | Перемога                | 263                     | 3-й (261)                                                                                      |                                                                                                | — (249)                                                                                        | — (240)                                                                                        |
| Марк Веббер       | 2-й                     | 256                     | 6-й (254)                                                                                      | 3-й (246)                                                                                      | — (247)                                                                                        |                                                                                                |
| Марк Веббер       | 3-й                     | 253                     | 7-й (252)                                                                                      | 2-й (249)                                                                                      | — (247)                                                                                        |                                                                                                |
| Марк Веббер       | 4-й                     | 250                     | 9-й (248)                                                                                      | 2-й (249)                                                                                      | — (247)                                                                                        |                                                                                                |
| Марк Веббер       | 5-й                     | 248                     | 10-й (247)                                                                                     | 3-й (246)                                                                                      | — (247)                                                                                        |                                                                                                |
| Себастьян Феттель | Перемога                | 256                     | 5-й (256)                                                                                      | 2-й (256)                                                                                      |                                                                                                | — (240)                                                                                        |
| Себастьян Феттель | 2-й                     | 249                     | 9-й (248)                                                                                      | 5-й (248)                                                                                      | — (247)                                                                                        |                                                                                                |
| Льюїс Гамільтон   | Перемога                | 247                     | без очок (246)                                                                                 | 6-й (246)                                                                                      | 3-й (246)                                                                                      |                                                                                                |

## П'ятнична вільна практика

### Перша сесія
Сонячно. Підсихаючою траса. Повітря +27-29°С, траса +32-41°С

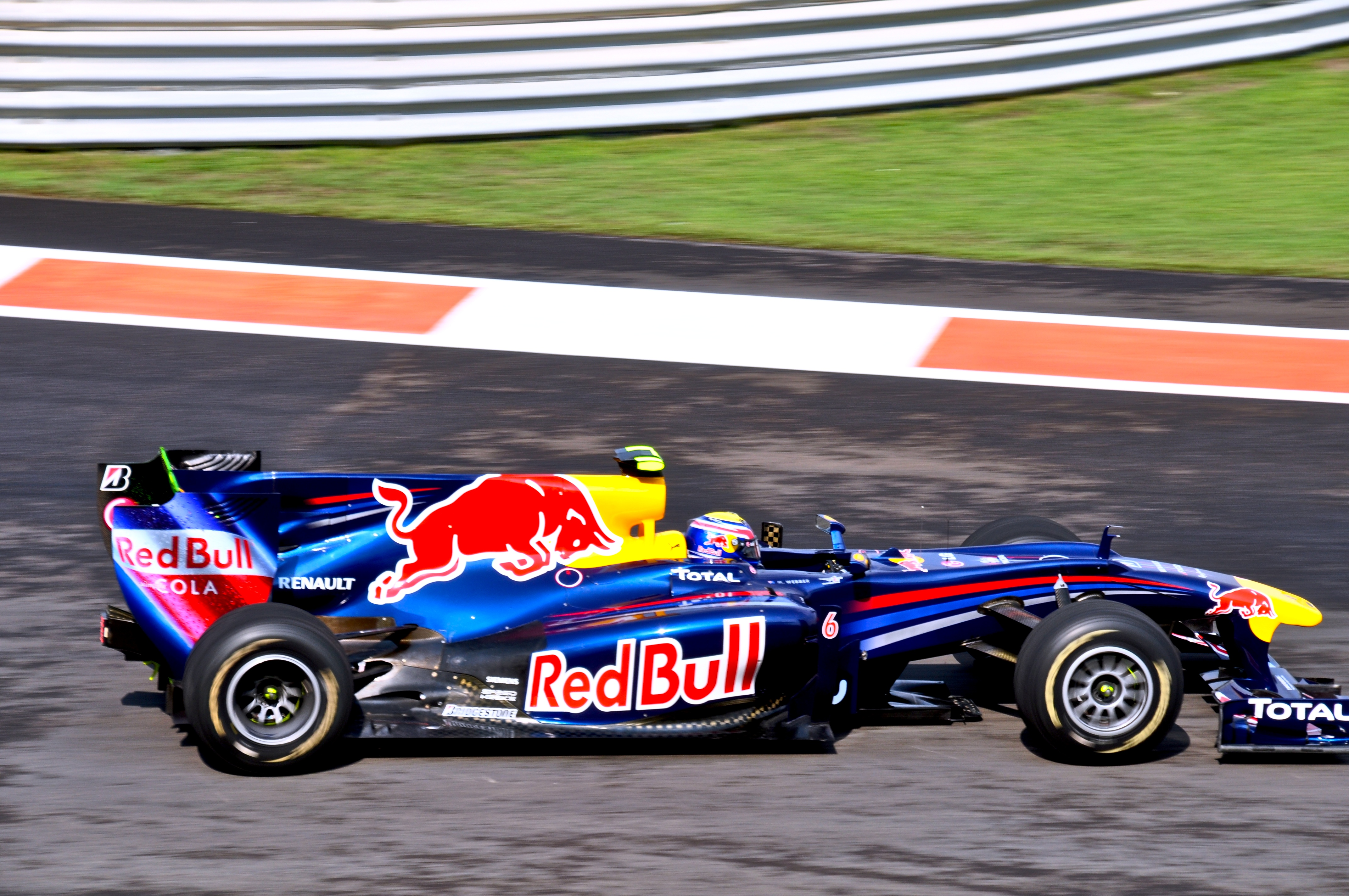
Веббер за кермом боліду на Гран-прі Абу-Дабі 2010.

Перед початком сесії пройшов короткий дощ, асфальт швидко підсихав, але ділянки, розташовані в тіні, залишалися вологими, тому в перші 45 хвилин пілоти виїжджали тільки на коротке коло.
Сесія пройшла без інцидентів. Файруз Фаузі не уникнув розвороту, багато вилітали в зони безпеки, але без наслідків для машин. Протокол очолив Себастьян Феттель. Вже після закінчення заїздів Рубенс Баррікелло зупинився на трасі через проблеми з машиною.

### Друга сесія
Сухо. Повітря +28-27°С, траса +31-29°С
Друга сесія стартувала на сухому асфальті, який покрився шаром відпрацьованої гуми після заїздів учасників перегонів підтримки, і гонщики відразу розпочали працювати, підбираючи налаштування і порівнюючи характеристики двох складів Bridgestone.
У середині сесії Гамільтон і Сенна не поділили трасу — Бруно завадив Льюїсу на швидкому колі, британцеві довелося виїхати в зону безпеки, але, повернувшись, він блокував молодого бразильця.
Коли почало сутеніти, повітря і траса ставали холоднішими, характеристики асфальту змінювалися. Гонщики переключилися на м'яку гуму, і багатьом не вдалося уникнути помилок. У 18-му повороті розвернуло машину Хайме Альгерсуарі — мотор заглух, і іспанцеві довелося повертатися в бокси пішки.
До закінчення сесії залишалося трохи більше 20-ти хвилин, коли Ferrari Феліпе Масси зупинився на прямій перед восьмим поворотом — в машині закінчилося паливо. Протокол очолив Льюїс Гамільтон, проїхавши в середині сесії коротку серію кіл з невеликою кількістю палива — 1:40.888.

### Третя сесія
Сухо. Повітря +30 °C, траса +41 °C
На чолі протоколу третьої сесії практичних заїздів на Гран-прі Абу-Дабі знову опинилися пілоти команди Red Bull. Перший час показав Себастьян Феттель, другим був Марк Веббер. Також непоганий результат в третій сесії показали пілоти McLaren: Льюїс Гамільтон був третім, а Дженсон Баттон показав п'ятий час. Фернандо Алонсо зайняв четвертий рядок у протоколі сесії.
Третю сесію вільних заїздів росіянин Віталій Петров завершив з шостим результатом, випередивши свого напарника по команді Роберта Кубіцу. Остання сесія вільних заїздів Чемпіонату 2010 пройшла без особливих проблем.

## Кваліфікація
Ясно. Сухо. Температура повітря +28-27 °C, траси +33-29 °C

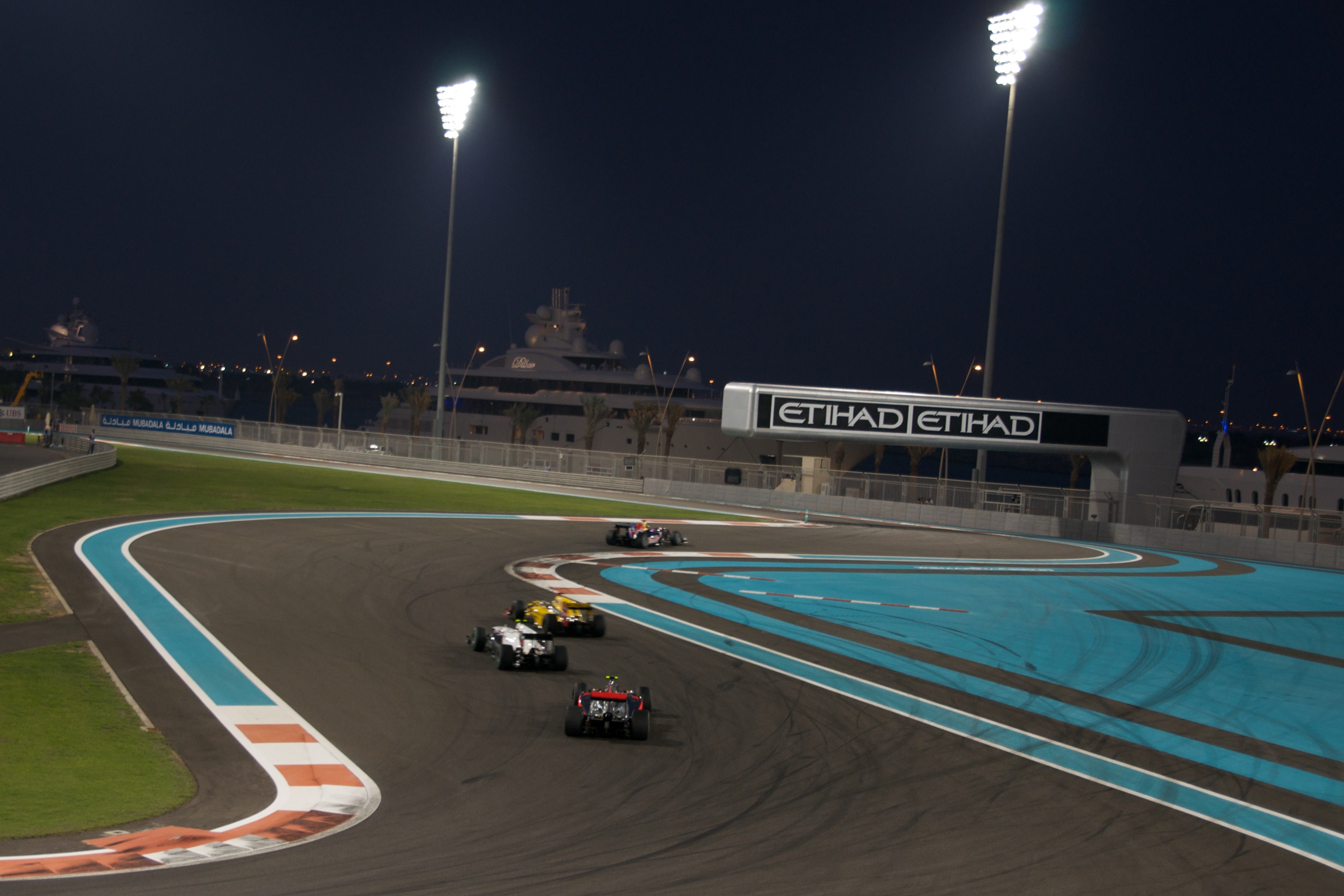
Гран-прі Абу-Дабі вночі.

Сесія стартувала о 17 годині, а о 17:37 зайшло сонце, температура повітря поступово знижувалася, асфальт остигав, покриваючись відпрацьованою гумою. Характеристики покриття змінювалися, командам потрібно було вирішити непросте рівняння, вгадавши з оптимальним складом, вибором тиску в шинах, а гонщикам — почати швидке коло на прогрітій до оптимальної температури гумі.
Перша сесія пройшла спокійно, лідери проїхали серію швидких кіл і повернулися в бокси, а інші працювали до кінця сесії. Гонщики нових команд, найкращим з яких виявився Ярно Труллі, і Себастьєн Буемі вибули з подальшої боротьби — швейцарець був останнім з гонщиків досвідчених команд у всіх сесіях вік-енду. Протокол очолив Фернандо Алонсо — 1:40.170.
Наприкінці другої сесії Гамільтон і Масса ледь не зіткнулися, уникаючи інциденту, Льюїс збив пластиковий стовпчик з відеокамерою — в той момент британець займав останню, 17-у сходинку, але встиг на швидке коло. Протокол очолив Себастьян Феттель — 1:39.874, Віталій Петров удруге за сезон випередив у кваліфікації напарника по команді. Кубіца, Кобаяяі, Сутіл, Гайдфельд, Хюлькенберг, Ліуцці і Альгерсуарі не пробилися у фінал.
У фіналі Феттель завоював поул і лише на три сотих йому поступився Гамільтон. В останній спробі Алонсо піднявся на третю сходинку, а Веббер стартував лише п'ятим.

## Перегони
Ясно. Сухо. Повітря +29-28 °C, траса + 33-29 °C
На старті Льюїс Гамільтон зберіг перевагу поула, Веббер боровся з Феттелем за другу позицію і зачепив машину Баррікелло. Рубенс втратив елемент переднього антикрила і, трохи втративши в швидкості, пропустив Баттона. Льюїс поступово відривався від Феттеля, до п'ятого кола ситуація стабілізувалася: Гамільтон (1.3 сек) Феттель (2.7 сек) Веббер (1.8 сек) Баттон (1.8 сек) Баррікелло (1.2 сек) Кубіца (2.4 сек) Труллі (1.2 сек) Гайдфельд.

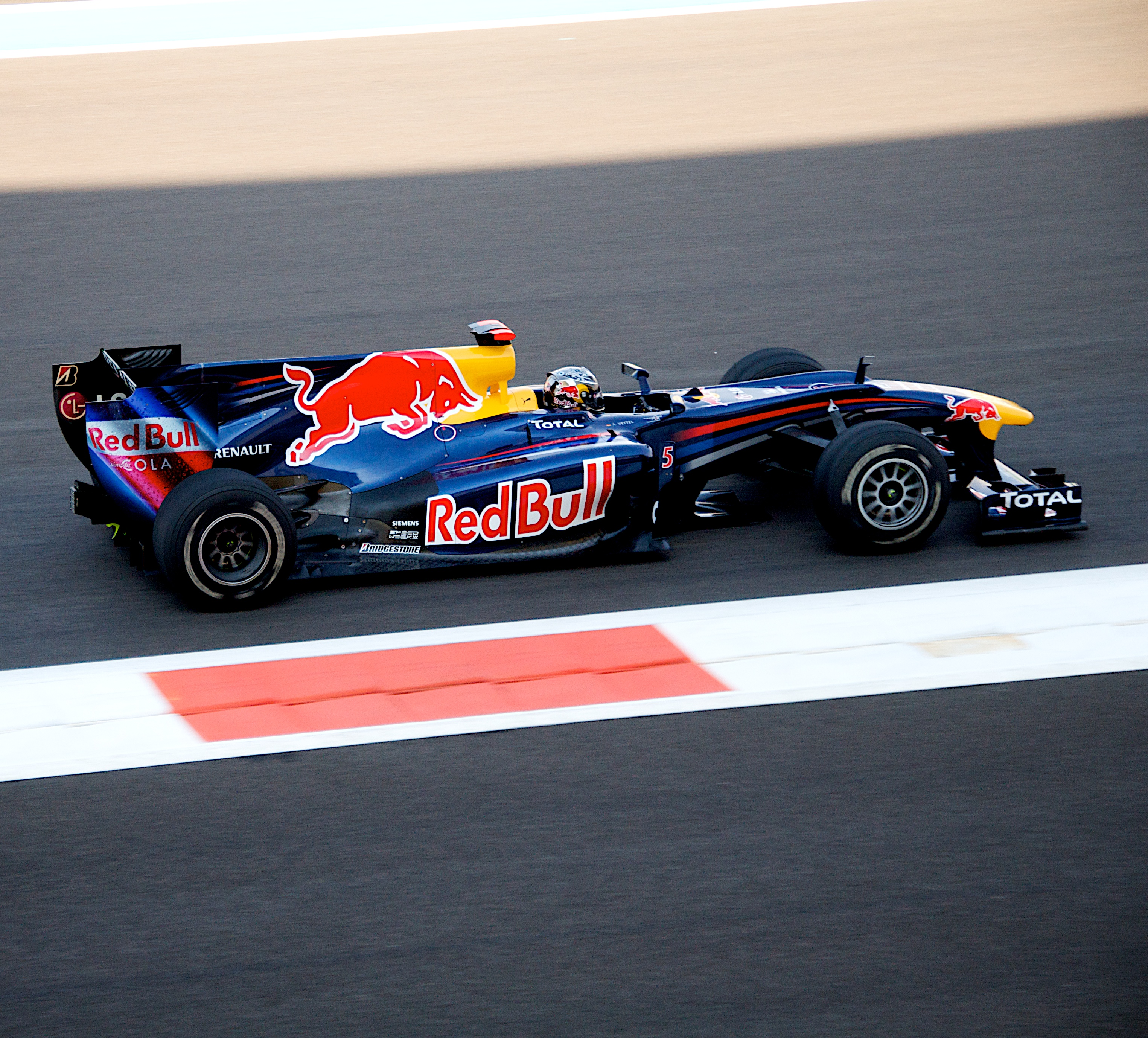
Феттель за кермом боліду на Гран-прі Абу-Дабі 2010.

На 17-му колі перший піт-стоп провели Баррікелло і Кубіца, на 18-му — Гамільтон і Баттон. Дженсон повернувся на трасу перед Кобаясі, але японець красивим маневром відіграв позицію. На 19-му колі піт-стоп провели Веббер, Труллі, Росберг і Буемі, на 20-му бокси відвідав Феттель, повернувшись на трасу попереду Гамільтона.
Перед піт-стопом Феттеля в боксах Red Bull стався цікавий інцидент — Хайме Альгерсуарі помилився боксами, зупинившись перед механіками Red Bull, яким довелося розступитися і пропустити гонщика, але іспанець не став зупинятися перед боксами Toro Rosso і повернувся на трасу, вибувши з боротьби.
На 21-му колі Гамільтон змушений був зупинити машину в боксах через проблеми з гальмами.
На 30-му колі в бокси заїхав Кімі Ряйкконен, який випереджав на позицію Хейккі Ковалайнена — команди вели боротьбу за третє місце в Кубку Конструкторів. На 31-му механіки Toyota обслужили Кобаясі, який займав третю позицію. На 32-му колі в бокси заїхав Ковалайнен, Хейккі повернувся на трасу попереду Ряйкконена.
На 32-му колі Фізікелла відбув штраф з проїздом по піт-лейн за перевищення швидкості в боксах. Останнім, на 35-му колі, перший піт-стоп провів Фернандо Алонсо. Ситуація стабілізувалася: Феттель (9.2 сек) Веббер (12.2 сек) Баттон (3.5 сек) Баррікелло (4.1 сек) Гайдфельд (6.6 сек) Труллі (1.8 сек) Кубіца (2.6 сек) Росберг.
На 39-му колі другий піт-стоп провів Росберг, на 40-му — Росберг, на 41-му — Веббер, на 42-му — Баррікелло і Гайдфельд, на 43-му — Кубіца, Труллі і Баттон. Дженсон повернувся на трасу третім, позаду двох гонщиків Red Bull.
Феттель очолював гонку з перевагою в 16 секунд, але наполеглива боротьба за друге місце тривала до останнього повороту. Баттон відіграв відставання від Веббера, але не зміг обійти Марка.
Себастьян Феттель виграв гонку, здобувши п'яту перемогу в кар'єрі та четверту в цьому сезоні. Чемпіонат завершився дублем Red Bull Racing.

## Класифікація

### Кваліфікація
| Поз | №  | Пілот             | Констркутор          | Частина 1 | Частина 2 | Частина 3 | Старт |
| --- | -- | ----------------- | -------------------- | --------- | --------- | --------- | ----- |
| 1   | 5  | Себастьян Феттель | Red Bull-Renault     | 1:40.318  | 1:39.874  | 1:39.394  | 1     |
| 2   | 2  | Льюїс Гамільтон   | McLaren-Mercedes     | 1:40.335  | 1:40.119  | 1:39.425  | 2     |
| 3   | 8  | Фернандо Алонсо   | Ferrari              | 1:40.170  | 1:40.311  | 1:39.792  | 3     |
| 4   | 1  | Дженсон Баттон    | McLaren-Mercedes     | 1:40.877  | 1:40.014  | 1:39.823  | 4     |
| 5   | 6  | Марк Веббер       | Red Bull-Renault     | 1:40.690  | 1:40.074  | 1:39.925  | 5     |
| 6   | 7  | Феліпе Масса      | Ferrari              | 1:40.942  | 1:40.323  | 1:40.202  | 6     |
| 7   | 9  | Рубенс Барікелло  | Williams-Cosworth    | 1:40.904  | 1:40.476  | 1:40.203  | 7     |
| 8   | 3  | Міхаель Шумахер   | Mercedes             | 1:41.222  | 1:40.452  | 1:40.516  | 8     |
| 9   | 4  | Ніко Росберг      | Mercedes             | 1:40.231  | 1:40.060  | 1:40.589  | 9     |
| 10  | 12 | Віталій Петров    | Renault              | 1:41.018  | 1:40:658  | 1:40.901  | 10    |
| 11  | 11 | Роберт Кубіца     | Renault              | 1:41.336  | 1:40.780  |           | 11    |
| 12  | 23 | Камуї Кобаясі     | BMW Sauber-Ferrari   | 1:41.045  | 1:40.783  |           | 12    |
| 13  | 14 | Адріан Сутіл      | Force India-Mercedes | 1:41.473  | 1:40.914  |           | 13    |
| 14  | 22 | Нік Гайдфельд     | BMW Sauber-Ferrari   | 1:41.409  | 1:41.113  |           | 14    |
| 15  | 10 | Ніко Хюлькенберг  | Williams-Cosworth    | 1:41.015  | 1:41.418  |           | 15    |
| 16  | 15 | Вітантоніо Ліуцці | Force India-Mercedes | 1:41.681  | 1:41.642  |           | 16    |
| 17  | 17 | Хайме Альгерсуарі | Toro Rosso-Ferrari   | 1:41.707  | 1:41.738  |           | 17    |
| 18  | 16 | Себастьєн Буемі   | Toro Rosso-Ferrari   | 1:41.824  |           |           | 18    |
| 19  | 18 | Ярно Труллі       | Lotus-Cosworth       | 1:43.516  |           |           | 19    |
| 20  | 19 | Хейкі Ковалайнен  | Lotus-Cosworth       | 1:43.712  |           |           | 20    |
| 21  | 24 | Тімо Глок         | Virgin-Cosworth      | 1:44.095  |           |           | 21    |
| 22  | 25 | Лукас ді Грассі   | Virgin-Cosworth      | 1:44.510  |           |           | 22    |
| 23  | 21 | Бруно Сенна       | HRT-Cosworth         | 1:45.085  |           |           | 23    |
| 24  | 20 | Крістіан Клін     | HRT-Cosworth         | 1:45.296  |           |           | 24    |

### Перегони
| Поз  | №  | Пілот             | Конструктор          | Кола | Час/Схід        | Старт | Очки |
| ---- | -- | ----------------- | -------------------- | ---- | --------------- | ----- | ---- |
| 1    | 5  | Себастьян Феттель | Red Bull-Renault     | 55   | 1:39:36.837     | 1     | 25   |
| 2    | 2  | Льюїс Гамільтон   | McLaren-Mercedes     | 55   | +10.162         | 2     | 18   |
| 3    | 1  | Дженсон Баттон    | McLaren-Mercedes     | 55   | +11.047         | 4     | 15   |
| 4    | 4  | Ніко Росберг      | Mercedes             | 55   | +30.747         | 9     | 12   |
| 5    | 11 | Роберт Кубіца     | Renault              | 55   | +39.026         | 11    | 10   |
| 6    | 12 | Віталій Петров    | Renault              | 55   | +43.520         | 10    | 8    |
| 7    | 8  | Фернандо Алонсо   | Ferrari              | 55   | +43.797         | 3     | 6    |
| 8    | 6  | Марк Веббер       | Red Bull-Renault     | 55   | +44.243         | 5     | 4    |
| 9    | 17 | Хайме Альгерсуарі | Toro Rosso-Ferrari   | 55   | +50.201         | 17    | 2    |
| 10   | 7  | Феліпе Масса      | Ferrari              | 55   | +50.868         | 6     | 1    |
| 11   | 22 | Нік Гайдфельд     | BMW Sauber-Ferrari   | 55   | +51.551         | 14    |      |
| 12   | 9  | Рубенс Барікелло  | Williams-Cosworth    | 55   | +57.686         | 7     |      |
| 13   | 14 | Адріан Сутіл      | Force India-Mercedes | 55   | +58.325         | 13    |      |
| 14   | 23 | Камуї Кобаясі     | BMW Sauber-Ferrari   | 55   | +59.558         | 12    |      |
| 15   | 16 | Себастьєн Буемі   | Toro Rosso-Ferrari   | 55   | +1:03.178       | 18    |      |
| 16   | 10 | Ніко Хюлькенберг  | Williams-Cosworth    | 55   | +1:04.763       | 15    |      |
| 17   | 19 | Хейкі Ковалайнен  | Lotus-Cosworth       | 54   | +1 коло         | 20    |      |
| 18   | 25 | Лукас ді Грассі   | Virgin-Cosworth      | 53   | +2 кола         | 22    |      |
| 19   | 21 | Бруно Сенна       | HRT-Cosworth         | 53   | +2 кола         | 23    |      |
| 20   | 20 | Крістіан Клін     | HRT-Cosworth         | 53   | +2 кола         | 24    |      |
| 21   | 18 | Ярно Труллі       | Lotus-Cosworth       | 51   | Заднє крило     | 19    |      |
| Схід | 24 | Тімо Глок         | Virgin-Cosworth      | 43   | Коробка передач | 21    |      |
| Схід | 3  | Міхаель Шумахер   | Mercedes             | 0    | Зіткнення       | 8     |      |
| Схід | 15 | Вітантоніо Ліуцці | Force India-Mercedes | 0    | Зіткнення       | 16    |      |

## Положення в чемпіонаті після Гран-прі
| Поз | Пілот             | Очки |
| --- | ----------------- | ---- |
| 1   | Себастьян Феттель | 256  |
| 2   | Фернандо Алонсо   | 252  |
| 3   | Марк Веббер       | 242  |
| 4   | Льюїс Гамільтон   | 240  |
| 5   | Дженсон Баттон    | 214  |

| Поз | Конструктор      | Очки |
| --- | ---------------- | ---- |
| 1   | Red Bull-Renault | 498  |
| 2   | McLaren-Mercedes | 454  |
| 3   | Ferrari          | 396  |
| 4   | Mercedes         | 214  |
| 5   | Renault          | 163  |

- Примітка: Тільки 5 позицій включені в обидві таблиці.